# Jean-Paul Verdaguer
Jean-Paul Verdaguer, né le 28 avril 1940 à Cerbères, était le neuvième et le onzième président de la fédération française de rugby à XIII. Il a été directeur adjoint de l'URSSAF (Haute-Garonne) après des études de droit et en sciences politiques.
Ancien joueur universitaire de rugby à XIII, il entre dans la fédération française de rugby à XIII en 1977 en y prenant la tête de la direction de la commission de discipline. Vice-président de la fédération en 1980, il y devient président par intérim lors de la démission de René Mauriès à la suite de la finale du Championnat de France de 1981. Il est ensuite élu président le 6 février 1981 pour un premier mandat de trois ans.  Il prépare alors le cinquantenaire de la fédération. En 1984, il démissionne pour raisons de santé et laisse Jacques Soppelsa succéder en 1987 avant de reprendre la présidence de 1987 à 1991.
La fédération française de rugby à XIII avait alors pour nom fédération française de jeu à XIII avant de pouvoir définitivement reprendre le terme « rugby à XIII » en 1993.
Il a mis de l'ordre dans l'organisation administrative et financière. Il a instauré des rapports amicaux et étroits entre les fédérations étrangères en particulier : la Grande-Bretagne, l'Australie et la Nouvelle-Zélande. Il est l'instaurateur d'échange de joueurs entre la France et l'Australie et a organisé en 1983 une tournée de jeunes joueurs français en Australie, avec l'appui de Jean Pano. Directeur technique national Louis Bonnery et de Jacques Jorda entraineur, il a progressivement élevé le niveau de l'équipe de France jusqu'à obtenir le 7 avril 1990 au Headingley Stadium une victoire historique de l'équipe de France contre la Grande-Bretagne.
Candidat en mai 1991, il est battu par Gilbert Dautant.